# Marjorine
"Marjorine" é o episódio # 134 da série de desenhos animados adultos South Park exibida pelo canal Comedy Central. Foi ao ar originariamente em 26 de outubro de 2005.

## Enredo
O episódio começa com Cartman todo alarmado e reúne os garotos em um porão, para lhes mostrar a gravação em vídeo do que entende ser uma máquina do tempo usada pelas meninas da Escola Primária de South Park. É dito que com isso elas conseguem prever o futuro (na verdade elas brincavam com um origami conhecido).
Os meninos discutem planos para roubarem a "máquina" das meninas. Butters é escolhido para se disfarçar de menina e se infiltrar entre elas. Para não notarem sua falta, os meninos simulam a "morte por suicídio" de Butters, jogando uma carcaça de porco com suas roupas do alto de um edifício, à vista de uma multidão e com cobertura da imprensa. A carcaça explode ao tocar o chão, tornando impossível a identificação. Butters então chega a aula vestido de menina e se apresenta como "Marjorine" (de margarina, a substituta da manteiga (butter, em inglês)). Heidi Turner e as meninas, contudo, não gostam dela. Numa festa, as meninas a deixam de lado e Butters, constrangido pela crueldade delas, corre para chorar no banheiro. Wendy e Bebe falam que estão sendo muito duras com Marjorine. As outras meninas concordam e a trazem de volta para a festa.
Enquanto isso, os pais de Butters estão desesperados e recebem a visita de um velho fazendeiro (visto antes em Asspen) que os alerta para que não desenterrem o corpo de Butters e o sepultem no cemitério indígena abandonado (referência a Judd Crandall de Pet Sematary). O fazendeiro diz "Algumas vezes, o que você sepulta naquele solo não é a mesma coisa que sai dali!". Stephen Stotch que não tinha ideia e muito menos intenção de fazer aquilo que o fazendeiro o alertara para não fazer, resolve ir até o cemitério e desenterrar a carcaça de porco que ele pensa ser os restos do filho. E a leva para o cemitério indígena, acreditando que com isso trará Butters de volta à vida.
Butters (como Marjorine) está se divertindo na festa com as meninas, com o rosto maquiado e dançando, quando o pai de Heidi avisa que os meninos estão em volta da casa. Butters consegue pegar o origami das meninas e foge da casa e o entrega aos demais garotos. Stan pede a Butters que acompanhe os garotos para descobrirem como a máquina funciona, mas ele recusa dizendo que aquilo só trará problemas e que seu trabalho estava feito. E vai para casa se encontrar com os pais e contar-lhes que não morrera. Stan se lembra do que Butters lhe disse e convence os demais a destruírem a "máquina". Isso é feito e a explosão do origami surpreendentemente libera uma grande energia, vista do espaço.
Os pais de Butters estão convencidos que o garoto que agora retornou é uma "criança-demônio". Eles o acorrentam no porão (referência a Hellraiser) e se apavoram quando o menino diz que está com fome. Uma vendedora que bate a porta é abatida com um golpe de pá na cabeça dado pelo pai de Butters. Em seguida ele joga o corpo da moça para onde está Butters, dizendo para alimentar-se com isso. Butters responde que preferia macarrão instantâneo e o episódio termina.